# Харнетт, Корнелиус
Корнелиус Харнетт (младший) (англ. Harnett, Cornelius, Jr.; 10 апреля 1723 — 28 апреля 1781) — американский политик, один из отцов-основателей США, коммерсант и государственный деятель из Уилмингтона, Северная Каролина. Он был ведущим политиком региона Кейп-Фир в Северной Каролине, председателем Провинциального конгресса Северной Каролины в 1776 году и депутатом Континентального конгресса с 1777 по 1779 год. В этот период им были подписаны Статьи Конфедерации. Харнетт был убит во время вторжения британской армии в Уилмингтон в 1781 году. В его честь был назван северокаролинский округ Харнетт.

## Ранние годы
Отцом Харнетта был Корнелиус Харнетт Старший, который вырос в семье коммерсанта в Дублине и переехал в Америку в начале XVIII века. Он женился на Мэри Хольт, дочери Обадии Хольта и вскоре заработал значительное состояние, но оказался в конфликте с губернатором Эверердом и, вероятно по этой причине, переселился в город Брунсвик на реке Кейп-Фир. В 1726 году он купил у Мориса Мура участок земли в этом городе. Харнетту-младшему в это время было 3 года.